# Dionýsios Solomós
Pour les articles homonymes, voir Dionysios et Solomos.
Œuvres principales
- Hymne à la Liberté

Dionýsios Solomós (en grec moderne : Διονύσιος Σολωμός) (8 avril 1798 - 9 février 1857) était un poète grec de Zante. Il est particulièrement connu pour avoir écrit le poème Hymne à la Liberté (l’hymne national grec), en 1823. Il fut aussi un ardent défenseur du grec démotique.

## Biographie

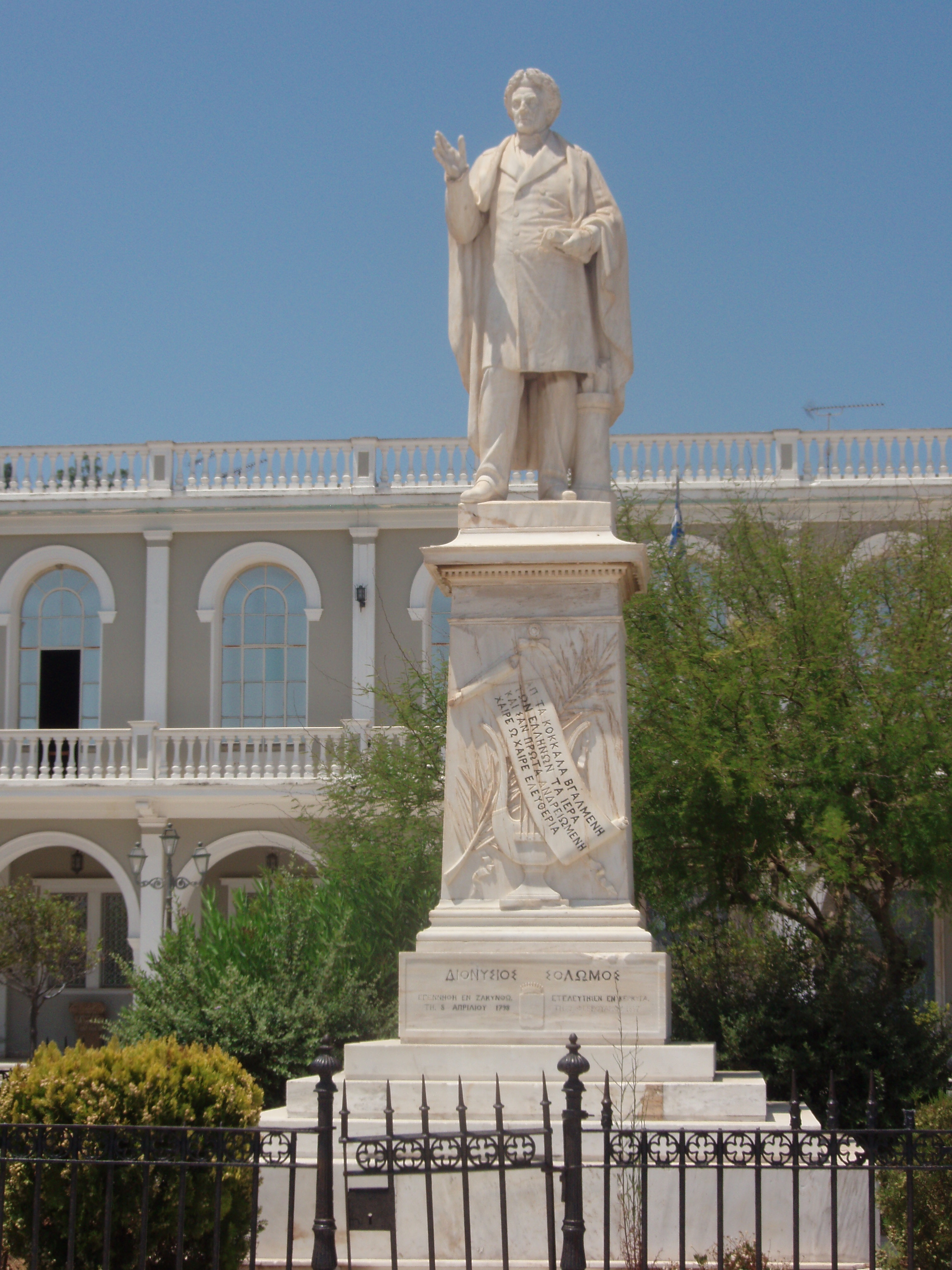
Statue de Solomós sur la place éponyme à Zante.

Il est né le 8 avril 1798. Il était issu d’une famille riche de l’île de Zante. Il était le fils légitimé du comte Nikólaos Solomós et d'une servante Angelikí Níkli : son père épousa sa mère la veille de sa mort en 1807. La famille Solomós était d'origine crétoise, réfugiée sur Zante à la fin du XVIIe siècle après la conquête de l'île par les Ottomans.
Il fut envoyé en 1808 en Italie pour y faire ses études. Il fit ses études secondaires d'abord à Venise puis Crémone. Il s'inscrivit ensuite à la faculté de droit de l'université de Pavie (en 1815) et obtint sa licence en 1817. Il écrivit alors ses premières œuvres poétiques, en italien : Ode per la prima messa (Ode pour la première messe) et La distruzione di Gerusalemme (La Destruction de Jérusalem). Il fréquenta les cercles littéraires italiens et se lia d'amitié avec Ugo Foscolo, lui aussi originaire de Zante.
Il revint sur son île natale en 1818 où il continua à écrire en italien, des poèmes publiés en 1822 sous le titre Rime Improvvisate. Cette année-là, il rencontra Spirídon Trikoúpis qui lui suggéra d'écrire ses poèmes en grec, mais Solomós ne maîtrisait pas cette langue. Trikoúpis entreprit donc de la lui apprendre. C'est en grec que Solomós écrivit en 1823 son Hymne à la Liberté, inspiré par les débuts de la guerre d'indépendance grecque et d'abord publié dans Missolonghi assiégée en 1824, puis à Paris en 1825.
Il s'installa à Corfou en 1825 et commença à travailler sur sa Femme de Zante. Il entra dans le « Cercle de Corfou » où il fréquenta entre autres Nikólaos Mántzaros.
Après 1847, Solomós recommença à écrire en italien. Il mourut sur l'île de Corfou le 9 février 1857 d’apoplexie. Ses restes furent transférés à Zante en 1865. Depuis 1968, on peut voir son mausolée au rez-de-chaussée du « Musée Solomόs et des personnalités de l'île de Zante », aux côtés de celui de l'autre grand poète national, Andréas Calvos.

### Œuvres de Dionýsios Solomós
- 1823 : Hymne à la Liberté, poème en 158 quatrains
- 1826 : La Femme de Zante (prose), Lambros (poème) et première version du poème Les Libres assiégés
- 1832 : Les Libres assiégés, deuxième version
- 1834 : Le Crétois (el)
- 1844 : Les Libres assiégés (en), version définitive
- La Femme de Zante, traduit et préfacé par Gilles Ortlieb, Le Bruit du temps, 2009.

### Ouvrages sur Dionýsios Solomós
- (el) Ανδρέας Πρόδρομος Αντζουλής, Le sens et la représentation du sublime dans l’œuvre de la maturité de Dionysios Solomos (Η έννοια και η αναπαράσταση του Υψηλού στο ώριμο έργο του Διον. Σολωμού), Athènes, Université nationale capodistrienne d’Athènes,‎ 2015, 590 p., Thèse (lire en ligne)
- (en) Romilly Jenkins, Dionysios Solomós, Cambridge U.P., 1940
- (en) Byron Raizis, Dionysios Solomos, Twayne, New York, 1972
- (en) Konstantina Zanou, Dionysios Solomos: a Life in Translation, in Transnational Patriotism in the Mediterranean, 1800-1850: Stammering the Nation, Oxford 2018, part I, chapter 3, pp. 54-61
- (fr) Edith Karagiannis-Mazeaud, L'Europe des signes. Note sur "Les libres assiégés" de Dionysios Solomos, Auf der Suche nach dem verlorenen Epos/A la recherche de l’épopée perdue, C. Krauss, Th. Mohnike (Hg), Berlin, LIT Verlag, 2011 (lire en ligne https://www.academia.edu/79995481/LEurope_des_signes_Note_sur_Les_libres_assi%C3%A9g%C3%A9s_de_Dionysios_Solomos)